# ミナルディ・M191
ミナルディ・M191（Minardi M191）は、アルド・コスタが設計したF1マシンで、1991年から1992年にかけてミナルディチームによって使用された。

## M191
前年型ミナルディ・M190の後継モデルとして開発された。コスワースDFRに代わって、門外不出といわれたフェラーリV12エンジンを獲得。シーズン当初は型落ちのTipo 036、シーズン途中より最新スペックTipo 037の供給を受けた。ギアボックスは本家は7速セミAT（パドルシフト）だが、ミナルディは6速MT（レバーシフト）だった。タイヤはピレリに代わってグッドイヤーを装着。
ドライバーはピエルルイジ・マルティニと、昨年の日本グランプリから加入したジャンニ・モルビデリを起用。モルビデリはフェラーリのテストドライバーも兼務し、日本グランプリ後に解雇されたアラン・プロストの代役として最終戦はフェラーリをドライブしたため、代わってシートを失っていたロベルト・モレノが起用された。
フェラーリエンジンを搭載したことで予選・決勝と上位に食い込んだが、コスワースよりも重量が重く、マシンバランスを崩すというマイナス面もあった。ときには本家の成績を上回り、マルティニが2度4位入賞を果たして、コンストラクターズも過去最高となる7位を記録した。しかし、エンジンの使用料があまりにも高く、シーズン終了後にチームの財政が悪化したことで、1年で手放す事となった。
1992年シーズンは新型ミナルディ・M192が投入されるまでは、前年の改良型M191B（第4戦のみM191L）を使用した。エンジンはフェラーリからランボルギーニV12に変更、タイヤはグッドイヤー。ドライバーはモルビデリと前年の国際F3000チャンピオンのクリスチャン・フィッティパルディを起用した。

## スペック

### M191
シャシ
- シャシ名 M191
- タイヤ グッドイヤー

エンジン
- エンジン名 フェラーリTipo036、037
- 気筒数・角度 V型12気筒・65度
- 排気量 3,500cc

### M191B
シャシ
- シャシ名 M191B
- タイヤ グッドイヤー

エンジン
- エンジン名 ランボルギーニ3512
- 気筒数・角度 V型12気筒・80度
- 排気量 3,493cc

## F1における全成績
(key) （太字はポールポジション）
| 年     | シャシー | エンジン                                 | タイヤ | No | ドライバー                       | 1   | 2   | 3   | 4   | 5   | 6   | 7   | 8   | 9   | 10  | 11  | 12  | 13  | 14  | 15  | 16  | ポイント | 順位 |
| ------ | -------- | ---------------------------------------- | ------ | -- | -------------------------------- | --- | --- | --- | --- | --- | --- | --- | --- | --- | --- | --- | --- | --- | --- | --- | --- | -------- | ---- |
| 1991年 | M191     | フェラーリ 037 3.5リットルV型12気筒      | G      |    |                                  | USA | BRA | SMR | MON | CAN | MEX | FRA | GBR | GER | HUN | BEL | ITA | POR | ESP | JPN | AUS | 6        | 7位  |
| 1991年 | M191     | フェラーリ 037 3.5リットルV型12気筒      | G      | 23 | ピエルルイジ・マルティニ         | 9   | Ret | 4   | 12  | 7   | Ret | 9   | 9   | Ret | Ret | 12  | Ret | 4   | 13  | Ret | Ret | 6        | 7位  |
| 1991年 | M191     | フェラーリ 037 3.5リットルV型12気筒      | G      | 24 | ジャンニ・モルビデリ             | Ret | 8   | Ret | Ret | Ret | 7   | Ret | 11  | Ret | 13  | Ret | 9   | 9   | Ret | Ret |     | 6        | 7位  |
| 1991年 | M191     | フェラーリ 037 3.5リットルV型12気筒      | G      | 24 | ロベルト・モレノ                 |     |     |     |     |     |     |     |     |     |     |     |     |     |     |     | 16  | 6        | 7位  |
| 1992年 | M191B    | ランボルギーニ 3512 3.5リットルV型12気筒 | G      |    |                                  | RSA | MEX | BRA | ESP | SMR | MON | CAN | FRA | GBR | GER | HUN | BEL | ITA | POR | JPN | AUS | 1        | 11位 |
| 1992年 | M191B    | ランボルギーニ 3512 3.5リットルV型12気筒 | G      | 23 | クリスチャン・フィッティパルディ | Ret | Ret | Ret | 11  |     |     |     |     |     |     |     |     |     |     |     |     | 1        | 11位 |
| 1992年 | M191B    | ランボルギーニ 3512 3.5リットルV型12気筒 | G      | 24 | ジャンニ・モルビデリ             | Ret | Ret | 7   | Ret |     |     |     |     |     |     |     |     |     |     |     |     | 1        | 11位 |

1991年
- コンストラクターズ7位。
- ドライバーズランキング-位：ピエルルイジ・マルティニ（予選最高位7位1回 決勝最高位4位2回）
- ドライバーズランキング-位：ジャンニ・モルビデリ（予選最高位8位1回 決勝最高位7位1回）第15戦まで参戦
- ドライバーズランキング-位：ロベルト・モレノ（予選最高位18位1回 決勝最高位16位1回）最終戦のみ参戦

1992年（第4戦までの成績）
- コンストラクターズ-位。
- ドライバーズランキング-位：クリスチャン・フィッティパルディ（予選最高位17位1回 決勝最高位11位1回）
- ドライバーズランキング-位：ジャンニ・モルビデリ（予選最高位19位1回 決勝最高位7位1回）

## 参照
1. ↑  ミナルディ・M192でのポイントも含む。